# تیم ملی فوتبال سائوتومه و پرنسیپ
تیم ملی فوتبال سائوتومه و پرینسیپ نماینده کشور سائوتومه و پرنسیپ در مسابقات بین‌المللی و آفریقایی است که زیر نظر فدراسیون فوتبال سائوتومه و پرنسیپ فعالیت می‌کند.
اولین بازی رسمی این تیم در تاریخ ۲۹ ژوئن ۱۹۷۶ میلادی در برابر تیم ملی فوتبال چاد برگزار شده است.